# Diablo (proteina)
Diablo  o Smac è una proteina che lega e inibisce le XIAP, cioè le proteine che inibiscono l'apoptosi. È a sua volta in grado di indurre alcune procaspasi che attivano l'apoptosi.
Diablo è normalmente presente in forma inerte nei mitocondri delle cellule ed esce dai mitocondri assieme al citrocromo c solo se il mitocondrio è stato aggredito da proteine proapoptotiche come Bad, Bax, Puma, Noxa.